# Oda Takeo

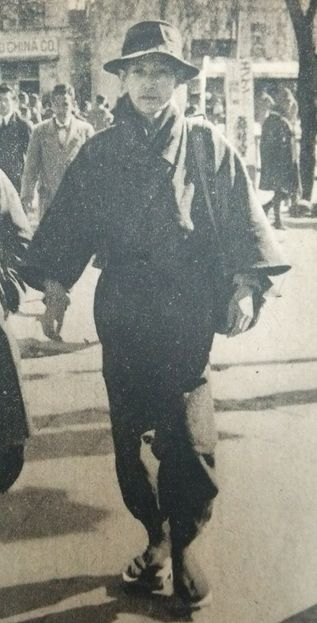
Oda Takeo

Oda Takeo (jap. 小田 嶽夫, Shinjitai: 小田 岳夫 alternative Schreibung: 小田 武夫; * 5. Juli 1900 in Takada (heute: Jōetsu), Präfektur Niigata; † 2. Juni 1979) war ein japanischer Schriftsteller.

## Leben
Oda wurde in Takada geboren und er besuchte dort auch die Takada Mittelschule (heute: staatliche Takada Oberschule der Präfektur Niigata). Nachdem er ein Chinesischstudium an der Fremdsprachen-Universität Tokyo abgeschlossen hatte, begann er für das japanische Außenministerium zu arbeiten. Als Sekretär des Ministeriums arbeitete er u. a. im Konsulat im chinesischen Hangzhou (jap. Kōshū). Auf Empfehlung von Kurahara Shinjirō veröffentlichte er 1926 sein erstes Werk Budōen (葡萄園, „Weinberg“).
Er beschloss seine Arbeit beim Außenministerium zugunsten einer Schriftstellerkarriere aufzugeben. 1936 erhielt Oda für Jōgai (城外) den Akutagawa-Preis. Mit seiner Biografie über Lu Xun trug er zudem zu dessen Verbreitung in Japan bei. Zudem beeinflusste er mit der Biografie Dazai Osamus Werk Saibetsu (惜別) von 1945, das sich um einen Studienaufenthalt Lu Xuns an der Tohoku-Universität in Sendai dreht.